# Роде (филм)
Роде (енгл. Storks) амерички је 3D рачунарски-анимирани авантуристичко-хумористички филм из 2016. године, продуцента Warner Animation Group-а и дистрибутера Warner Bros. Pictures-а. Режирали су га Николас Столер и Даг Свитланд (други у свом редитељском дебију), написао га је Столер и гласове позајмљују Енди Семберг, Кејти Краун, Келси Грамер, Џенифер Анистон, Тај Барел, Киган-Мајкл Ки, Џордан Пил, Стивен Грамер Гликман и Дани Трехо.
Филм прати врући пакет који испоручује рода (Јуниор) и његова људска партнерка (Тулип), који раде у дистрибутивном центру огромне интернет продавнице, Cornerstore.com, која се налази високо у планинама. Након што дечак пошаље писмо предузећу, њих двоје случајно стварају женску бебу користећи фабрику беба које су роде раније користиле у свом изворном послу прављења и слања беба. Како би заштитили бебу од менаџера предузећа и осигурали да Јуниор унапређењем њега наследи, кренули су на пут да испоруче бебу дечаковој породици.
Премијера филма била је 17. септембра 2016. године у Лос Анђелесу и издат је шест дана касније у 3D-у, IMAX-у и конвенционалним форматима. Филм је издат 20. октобра 2016. године у Србији, дистрибутера Blitz Film & Video Distribucija. Филм је добио углавном помешане критике критичара, који су хвалили анимацију, хумор и гласовну глуму, али су критиковали сценарио. Зарадио је 183 милиона долара широм света у односу на буџет од 70 милиона долара.

## Радња
Генерацијама су роде планине Роде испоручивале бебе породицама широм света, све док једна рода по имену Џаспер није покушала да задржи девојчицу за себе. Џаспер је случајно уништио светионик за адресу детета и отишао у егзил. Пошто нису могле да испоруче сироче, роде су је усвојиле под именом Лала. Генерални директор рода, Хантер, прекинуо је испоруку беба у корист испоруке пакета са продавнице Cornerstore.com.
Осамнаест година касније, Тулип, сада млада особа, покушава да промовише нове идеје за Cornerstore, које се одбијају и узрокују смањење цена деоница предузећа. Хантер је проглашава тешким теретом и одговорношћу због ове неспособности (графикони то такође оправдавају, јер сваки пут када покуша да помогне, њихов профит се смањује, а када ипак напредују, то је када је одсутна). Хантер додељује роди која најбоље испоручује, Јуниору, да отпусти Тулип како би постао унапређен у шефа. Јуниор се не може натерати да то учини и уместо тога пребацује Тулип у пошту.
У међувремену, дечак Нејт Гарднер, који живи са својим радохоличним родитељима Хенријем и Саром, осећа се усамљено и жели млађег брата или сестру. Он шаље писмо у Cornerstore и оно стиже до Тулип, који улази у угашену фабрику беба и убацује писмо у машину за прављење беба, која ствара девојчицу розе косе. Јуниор повређује крило покушавајући да угаси машину. Уплашен да ће га Хантер отпустити, Јуниор пристаје да прати Тулип и тајно испоручи бебу њеној породици користећи импровизовано летеће пловило које је измислила Тулип. На крају се сруше, побегну од чопора вукова који се повежу са бебом и дођу до цивилизације, током које се Јуниор и Тулип везују за бебу и дају јој име Дијамантска Судбина. У међувремену, Хенри и Сара отварају се према Нејтовој жељи за млађим братом или сестром и проводе време са својим сином градећи платформу за слетање рода.
Јуниор и Тулип наилазе на Џаспера који их је пратио са планине Рода. Џаспер је скоро поправио светилник за испоруку Тулип, али му недостаје један комад, који је годинама био у Тупилином власништву. Јуниор признаје Тулип да је требао да је отпусти, али није могао да се натера да то учини, а тужна Тулип одлази са Џаспером у сусрет њеној породици, док Јуниор наставља да испоручује Дијамантску Судбину. Запослени у Cornerstore-у, голуб Тоуди, сазнаје за Дијамантску Судбину и обавештава Хантера, кој преусмерава светилник за испоруку и води Јуниора у замку. Хантер отпушта Јуниора и Дијамантска Судбина је одведена да живи с пингвинима док не постане пунолетна како би ућуткао инцидент и спречио још веће смањење деоница док је Јуниор везан и зачепљен мукама све до свог чекања на смрт.
Тулип се поново окупља са Јуниором од искашљавања до смрти и враћају се на планину Рода током дуго очекиваног догађаја Родакон како би спасили Дијамантску Судбину од пингвина. Када их Хантер и други запослени у родама углаве у фабрику за бебе, Јуниор шаље милионе архивираних писама породица у машину за прављење беба, због чега она брзо ствара бебе и одвлачи пажњу родама. Хантер преузима контролу над џиновском дизалицом и покушава уништити творницу, само да би Дијамантска Судбина и злостављане птице помогле да се зграда Cornerstore сруши с планине Рода, узрокујући Хантера, који је заробљен у дизалици и неуспешно покушава убити Јуниора и Тулип, да падне у смрт.
Након уништења продавнице Cornerstore.com, Јуниор окупља роде како би све бебе испоручиили њиховим породицама. Јуниор, Тулип и Џаспер испоручују Дијамантску Судбину Гарднерима, а Јуниор има визију своје будућности, предузима прве кораке, учи да вози бицикл, игра балет, тренира вештине нинџе, дипломира и ступа у брак. Нејт испрва није срећан што нема млађег брата, али се брзо развесели када види нинџа вештине своје нове сестре. Тулип коначно упознаје њену породицу, а Јуниор и Тулип настављају да раде као ко-шефови на планини Рода.

## Гласовне улоге
| Улога          | Оригинални глас        |
| -------------- | ---------------------- |
| Јуниор         | Енди Семберг           |
| Тулип Мек Евој | Кејти Краун            |
| Хантер         | Келси Грамер           |
| Сара Гарднер   | Џенифер Анистон        |
| Хенри Гарднер  | Тај Барел              |
| Нејт Гарднер   | Антон Старкман         |
| Алфа           | Киган-Мајкл Ки         |
| Бета           | Џордан Пил             |
| Џаспер         | Дани Трехо             |
| Голубац        | Стивен Крамер Гликман  |
| Дагланд        | Кристофер Николас Смит |
| Квејл          | Аквафина               |